# Abschnittsbefestigung Kuhfels
Die Abschnittsbefestigung Kuhfels ist eine abgegangene vor- und frühgeschichtliche Befestigungsanlage auf einem in ein Trockental ragenden Felssporn, dem sogenannten Kuhfels. Sie liegt rund 885 Meter südlich der Ortsmitte von Bachtesfeld in der oberpfälzischen Gemeinde Illschwang in Bayern, Deutschland. Über diese Abschnittsbefestigung sind keine geschichtlichen und archäologischen Informationen bekannt, erhalten hat sich von der Anlage nur ein einfaches Wallsystem. Die Stelle ist als Bodendenkmal Nummer D-3-6535-0058: Abschnittsbefestigung vor- und frühgeschichtlicher Zeitstellung oder des Mittelalters geschützt. 

## Beschreibung
Die Spornburg befindet sich auf einem nach Nordosten in ein Trockental ragenden 668,3 m ü. NN hohen Felssporn. Von der angrenzenden Hochfläche wird die Anlage an der Südwestseite durch eine 20 Meter breite und zwei Meter tiefe, wohl natürlich entstandene Geländerinne abgeriegelt. Diese Rinne könnte als Halsgraben gedient haben. Die Nordwestseite (Titelbild) sowie die Spornspitze (Bild 2) im Nordosten sind durch einen mehrere Meter tiefen senkrechten Steilabfall der Felswände von Natur aus sehr gut geschützt, die steil abfallende, aber ersteigbare Südostseite wird durch einen Steinwall befestigt. Dieser Wall mit einer Länge von 20 Metern, ist heute noch 0,60 Meter hoch und sechs Meter breit (Bild 3). Er erstreckt sich nicht ganz von der Spornspitze aus an der Südostseite entlang und biegt dann 75 Meter vor der Spornspitze im rechten Winkel nach Nordwesten um (Bild 4). Dort beträgt seine Höhe noch 0,80 Meter. Der Zugang zur Anlage könnte an diesem Ende des Walles gelegen haben, der dort durch den Bau einer Berghütte völlig eingeebnet wurde.

## Bilder

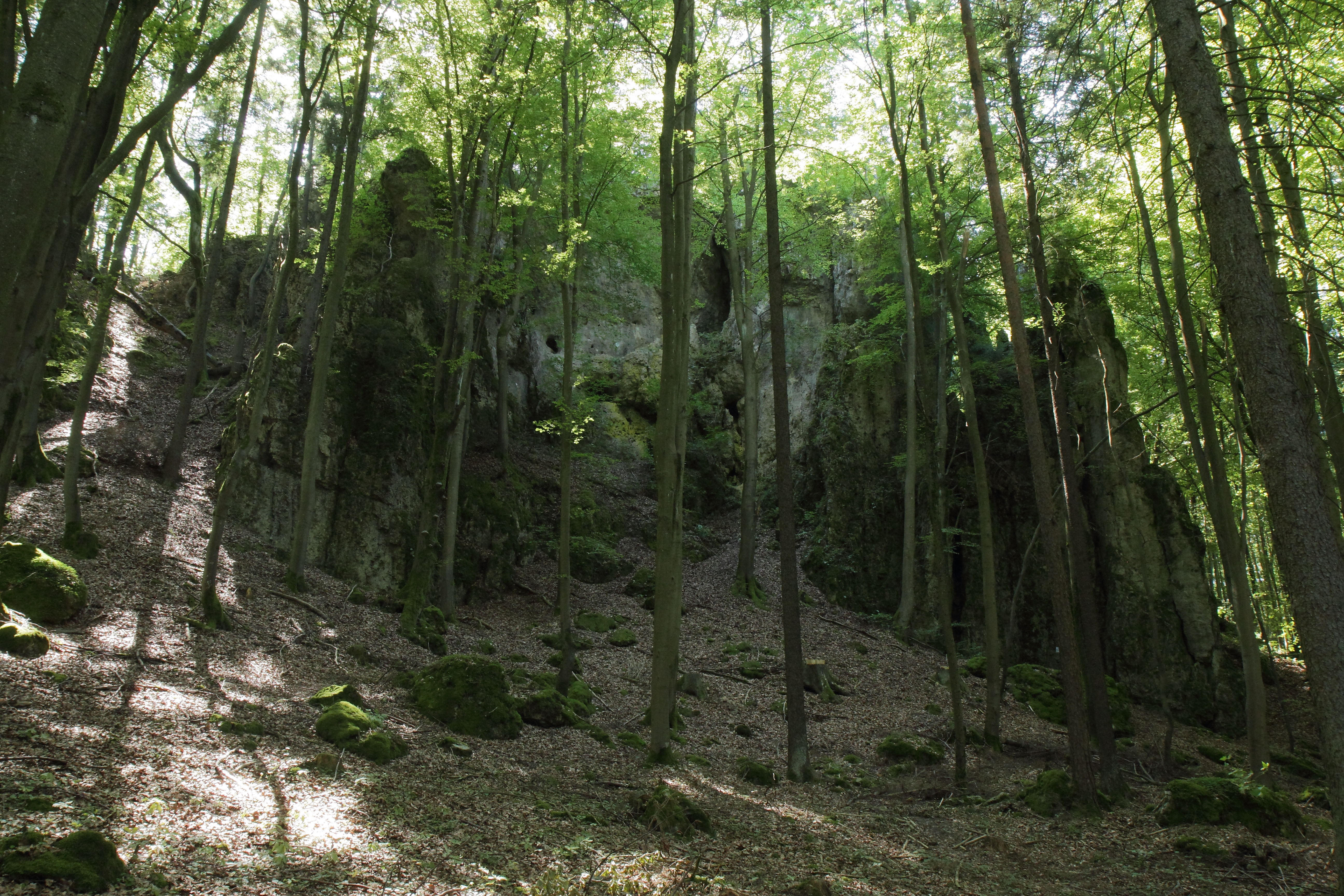
Bild 2: Ansicht der Spornspitze des Naturdenkmals Kuhfelsen (August 2013)
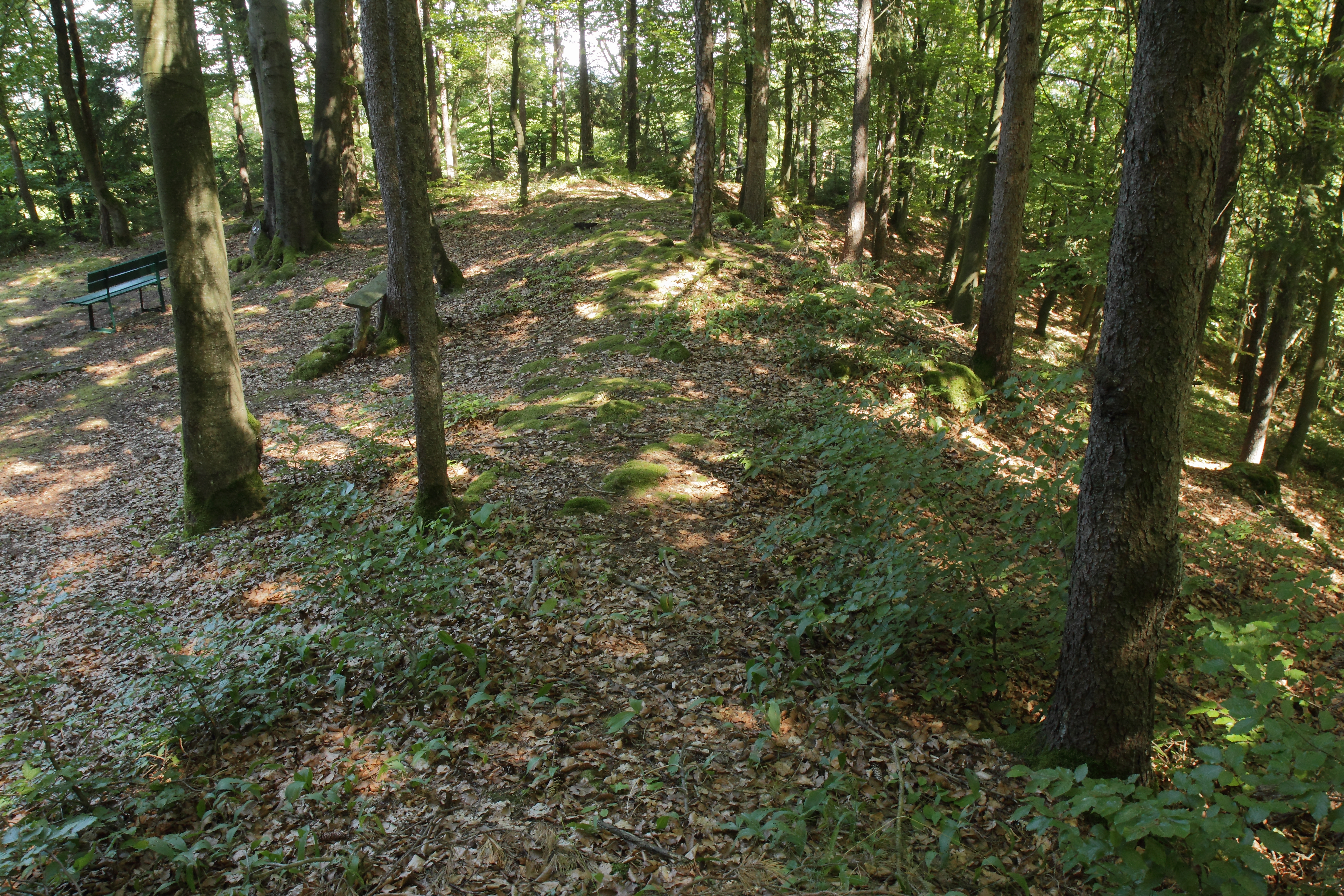
Bild 3: Wall an der Nordostseite, links die Innenfläche der Befestigung (August 2013)
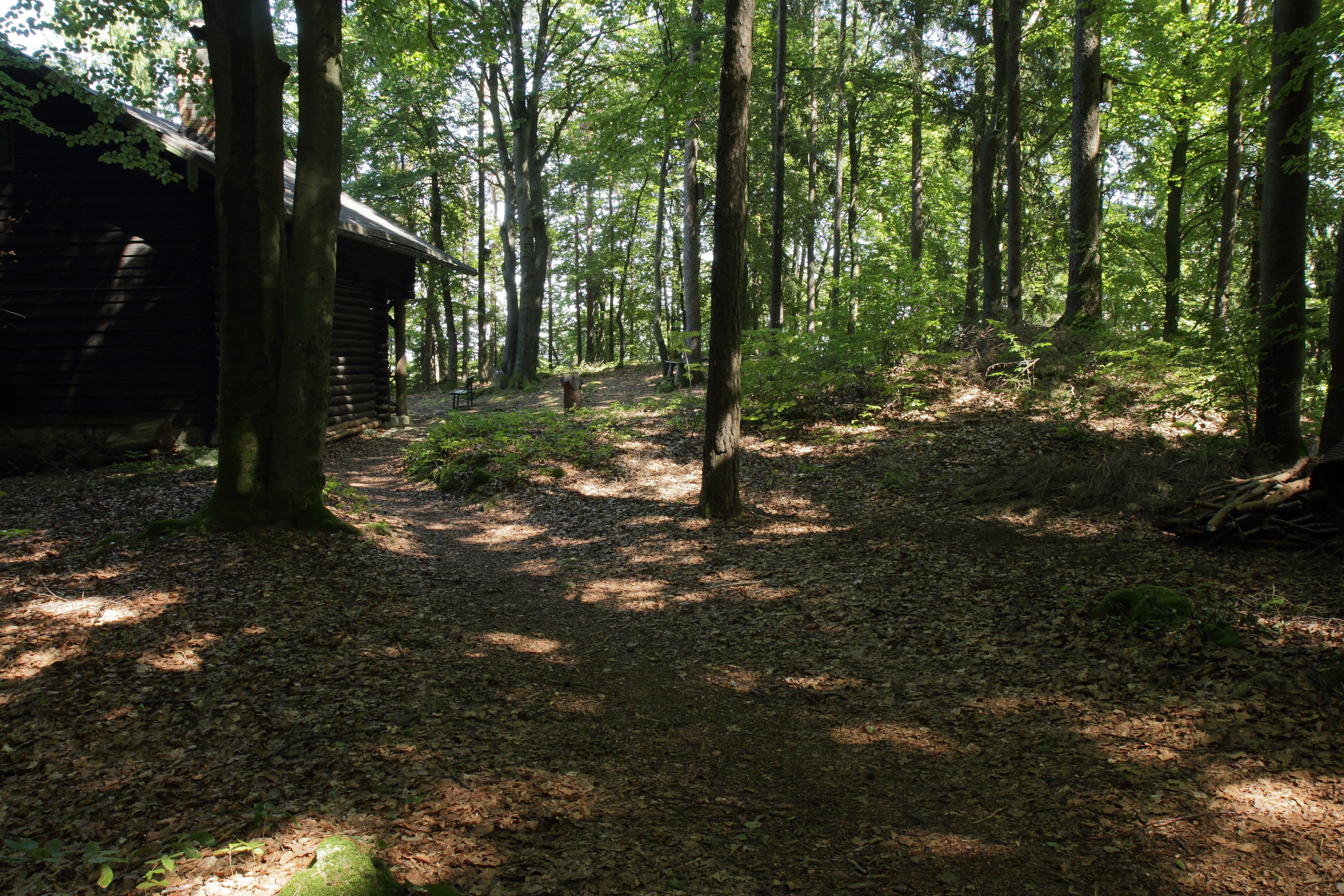
Bild 4: Umbiegender Wallverlauf im Südosten, Blick vom Vorgelände aus (August 2013)